# ۹۸۵ (میلادی)
۹۸۵ (میلادی) نهصد و هشتاد و پنجمین سال تقویم میلادی است.

## درگذشتگان
‎